# ويليام فوجت
ويليام فوجت (بالإنجليزية: William Vogt)‏ هو عالم بيئة وعالم طيور وعالم حيوانات أمريكي، ولد في 15 مايو 1902 في مينيولا في الولايات المتحدة، وتوفي في 11 يوليو 1968.